# Броньятуро
Броньятуро (итал. Brognaturo) — коммуна в Италии, располагается в регионе Калабрия, в провинции Вибо-Валентия.
Население составляет 741 человек (2008 г.), плотность населения составляет 30 чел./км². Занимает площадь 24 км². Почтовый индекс — 89822. Телефонный код — 0963.
Покровительницей коммуны почитается Пресвятая Богородица (Madonna della Consolazione), Празднование 5 февраля.

## Демография
Динамика населения:

## Администрация коммуны
- Официальный сайт: http://www.comune.brognaturo.vv.it